# Fontaine des Éléphants
La fontaine des Éléphants, historiquement appelée la colonne de Boigne et aujourd'hui plus simplement appelée « les Éléphants » ou surnommée « Les Quatre sans cul », est une fontaine située dans la commune de Chambéry, dans le département français de la Savoie en région Auvergne-Rhône-Alpes.
Érigée en 1838 en l'honneur du général-comte de Boigne, la fontaine est aujourd'hui l'un des plus célèbres monuments de la ville.
Elle fait l’objet d’un classement au titre des monuments historiques depuis le 7 mai 1982.

## Description

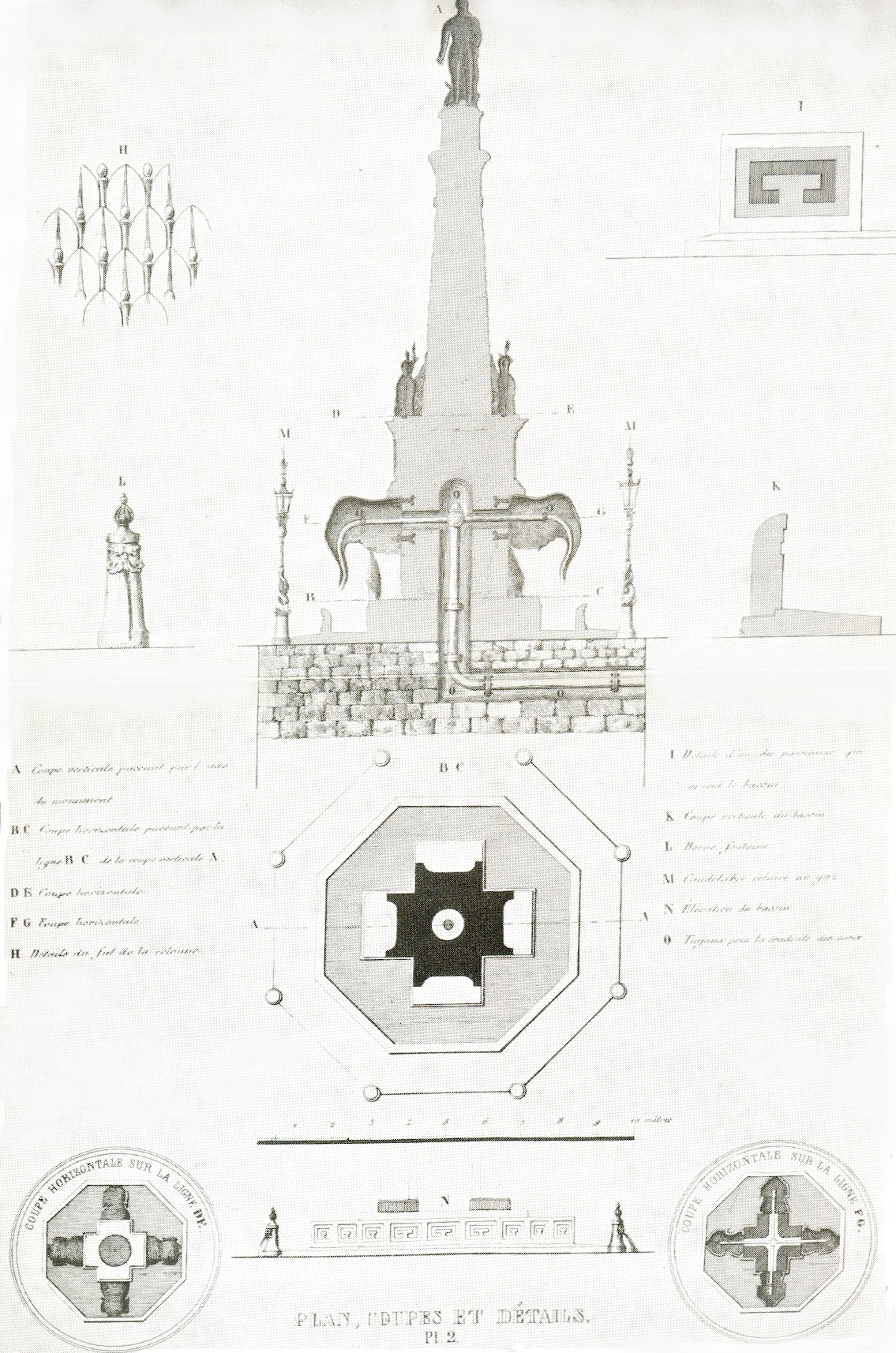
Plans, coupes et détails de la fontaine.

L’ensemble, haut de 17,65 mètres et bâti en pierre calcaire de Saint-Sulpice, est une habile superposition de trois monuments : une fontaine, une colonne et une statue.

### Fontaine
La fontaine présente dans son plan la croix de Savoie. Quatre éléphants réunis par la croupe, réalisés en fonte de fer, jettent l’eau par leurs trompes dans un bassin octogonal et portent chacun une tour de combat surmontée d’un bas-relief ou d’une inscription.

### Colonne
Sur les éléphants, se dresse une grande colonne, symbolisée par un tronc de palmier. Sa base est ornée d'une grande variété de panoplies : « Des armes persanes, mogholes, hindoues ; divers objets rappelant les mœurs, les arts et la civilisation des peuples que le général de Boigne a combattus ou gouvernés, composent les trophées ».

### Statue
Le sommet de la colonne est constitué d'une statue du général-comte de Boigne à qui le monument est dédié.
Ce dernier est vêtu de son costume de lieutenant-général du royaume de Sardaigne. Son manteau relevé sur son épaule gauche laisse apparaître sa main posée sur un sabre oriental, tandis que sa main droite tient un document sur lequel est inscrit « dons à la Ville de Chambéry », représentant l'ensemble des donations accordées à la ville par le comte de Boigne.
Il s'agit d'une statue en bronze fondue à Paris dans les ateliers de Charles Crozatier. Elle pèse 750 kg et mesure 2,82 m de hauteur.

## Historique

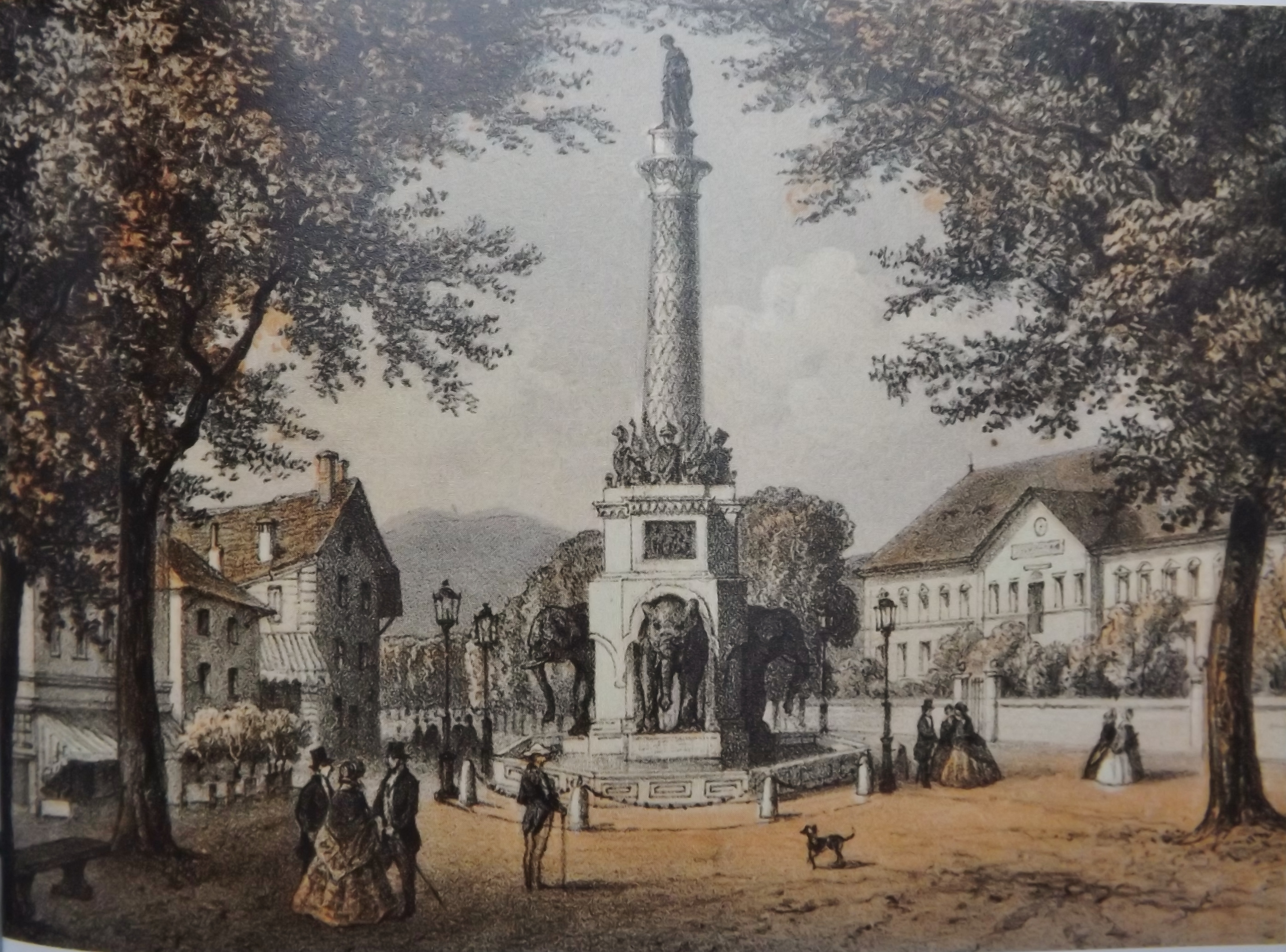
La colonne de Boigne vers 1860, d'après une lithographie d'Isidore Deroy.

Cette fontaine est érigée de 1835 à 1838 par le sculpteur grenoblois Pierre-Victor Sappey afin de commémorer les exploits des indiens Marathes et du comte de Boigne après sa mort en 1830. Elle se dénomme alors la colonne de Boigne.
Le conseil municipal de Chambéry vote en décembre 1832 un crédit d'un montant de 50 000 livres pour sa construction, et lance, l'année suivante un concours afin de trouver le sculpteur pouvant réaliser l'œuvre. Au total, la ville comptabilise 17 projets proposés puis porte finalement son choix sur le projet de ce sculpteur pour son originalité et son faible coût.
L'accord final aura lieu le 6 septembre 1834. Les travaux commencent en avril 1835 puis se terminent en octobre 1835.
La légende[Laquelle ?] raconte que cette place est formée de quatre éléphants sans arrières puisque son sculpteur ne savait pas faire l'arrière dit le « cul » des éléphants. C'est ce qui aurait donné le nom des 4 sans culs[réf. nécessaire].
La fontaine des éléphants est inaugurée le 10 décembre 1838.
Dans son ouvrage « Guide de l'étranger à Chambéry et dans ses environs » paru en 1837, soit pendant les travaux d'édification, Timoleon Chapperon écrit que le futur monument « aura l'avantage de présenter aux regards un animal assez bien exécuté, mais dont G. Cuvier, M. Geoffroy-Saint-Hilaire, ni aucun naturaliste ancien ou moderne, n'ont jamais osé même rêver la forme inouïe : c'est un monstre qui n'a point de corps, et qui n'est composé que de quatre poitrines et quatre têtes d'éléphant soudées ensemble, on ne sait trop comment ».
La statue est au croisement de la rue de Boigne et du boulevard du Théâtre, deux axes majeurs du centre-ville de Chambéry aménagés au XIXe siècle.
Sous le régime de Vichy, le déboulonnage et la fonte de la statue du général de Boigne sont étudiés, dans le cadre de la mobilisation des métaux non ferreux. Les autorités décident de l'épargner, compte-tenu des difficultés et du coût des travaux pour la descendre de la colonne. Le démontage et la fonte de la statue sont décidés en avril 1944, au cours d'une nouvelle vague de réquisitions. Son déboulonnage n'a pas pu avoir lieu grâce à la Libération. 

### Restaurations auXXesiècle
La fontaine des éléphants a fait l'objet de plusieurs restaurations de plus ou moins grande importance depuis son édification.
Durant le XXe siècle, bien qu'épargnée par le bombardement du 26 mai 1944, la fontaine a néanmoins nécessité une première restauration en 1979, puis une seconde, plus importante, durant les années 1980. En constatant la difficulté de restaurer un édifice dont la technique de construction par soudure au plomb sur fonte a été progressivement abandonnée, la commune demande en 1980 le classement de la fontaine à l'inventaire supplémentaire des monuments historiques afin de pouvoir bénéficier de l’expertise des restaurateurs spécialisés.
Le classement intervient en 1982 et les travaux de restauration se déroulent entre 1984 et 1985 : les quatre éléphants sont déposés et transportés à la fonderie Vincent à Brignais dans le Rhône pour y être réparés, notamment avec de la résine, tandis que les plaques et trophées ainsi que la statue font l’objet d'un nettoyage sur place.
Malgré cette restauration, le monument a malgré tout poursuivi sa détérioration progressive, laquelle a amené à envisager une nouvelle restauration plus complète.

#### Restauration de 2013-2015

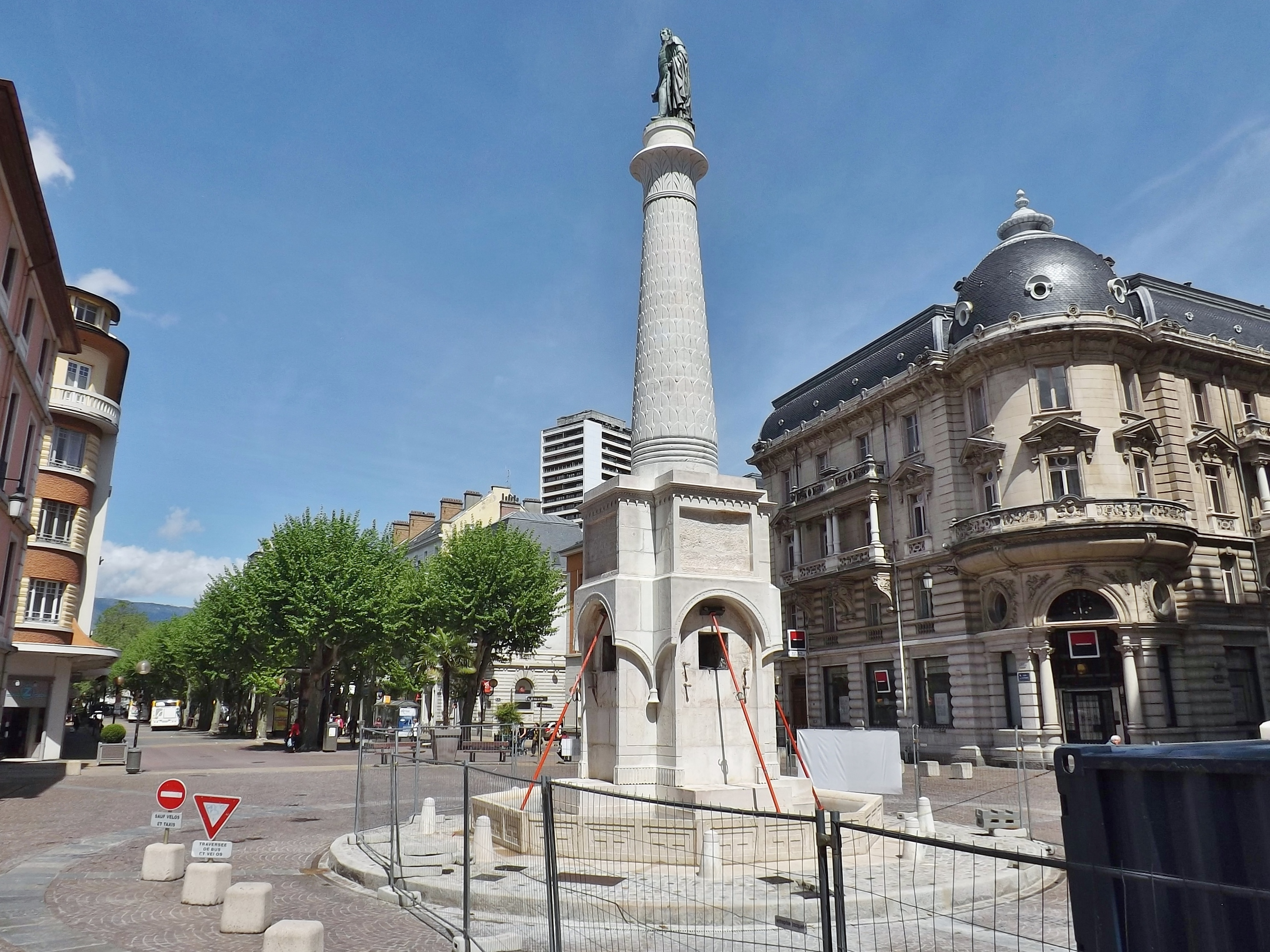
Ensemble de la fontaine restaurée sans éléphants, trophées ni bas-reliefs.

Préalablement à la restauration prévue à partir de 2013, une souscription publique est lancée en septembre 2012 par la municipalité de Chambéry, laquelle devant permettre de contribuer au financement d'une partie des travaux. Deux ans plus tard, en novembre 2014, cette souscription a permis de récolter près de 125 000 euros, soit 12,4 % du coût total de la restauration, auprès de 388 donateurs dont 348 particuliers.
En juin 2015, au retour des quatre éléphants, cette souscription a permis de lever environ 160 000 euros. 
Les travaux de restauration se répartissent en plusieurs phases s'échelonnant entre 2013 et 2015. La première d'entre elles, qui débute à la fin de l'été 2013, consiste en la restauration de la statue du comte de Boigne. La statue est ainsi déposée en septembre 2013, pour la première fois depuis l’édification de la fontaine en 1838, afin d'être envoyée en restauration tandis que son socle est lui aussi remis en état durant son absence. Elle retrouve sa place au sommet de la fontaine fin novembre 2013.
La restauration se poursuit un an plus tard avec la dépose des quatre éléphants le 17 décembre 2014, qui retournent dans les ateliers de la fonderie Vincent à Brignais. Dans un premier temps, l'un d'entre eux fait l’objet d'un scan afin de conserver une trace de leur morphologie exacte. Puis, après une étude approfondie de l’état de chacun, il est estimé qu’un seul d'entre eux peut être restauré sans être totalement refondu : il s'agit de l'éléphant faisant face à la rue de Boigne.
Les trois éléphants restant sont alors démontés en trois parties (tête/tronc, trompe et pattes). Pour le remodelage, des moules en sable sont créés à l’intérieur desquels la fonte est coulée. Ces éléphants font également l'objet de déplombage, de sablage et de renforcement de leur structure, avant les étapes d'assemblage, d'anticorrosion, de masticage et de peinture. En ce qui concerne la couleur, celle-ci est déterminée par l'analyse du gris retrouvé dans les plis, considéré comme le plus proche de la couleur d'origine.
Durant l'absence des éléphants, la fontaine subit elle aussi une restauration complète : la colonne est gommée et nettoyée, les pierres abîmées sont consolidées voire remplacées, le système de fontainerie est lui aussi repris et la fosse souterraine agrandie, le bassin étanché et l'électricité revue. Dans le même temps, les trophées et bas-reliefs sont également déposés et restaurés.
L'unique éléphant non refondu est le premier à revenir à Chambéry le 6 mai 2015 et à retrouver son emplacement d'origine faisant face au château de Chambéry. Deux autres le rejoignent le 16 juin et le dernier le 1er juillet où il est reposé avec les quatre trophées les surplombant. Les travaux prennent fin le 2 juillet avec la remise en marche de la fontainerie.

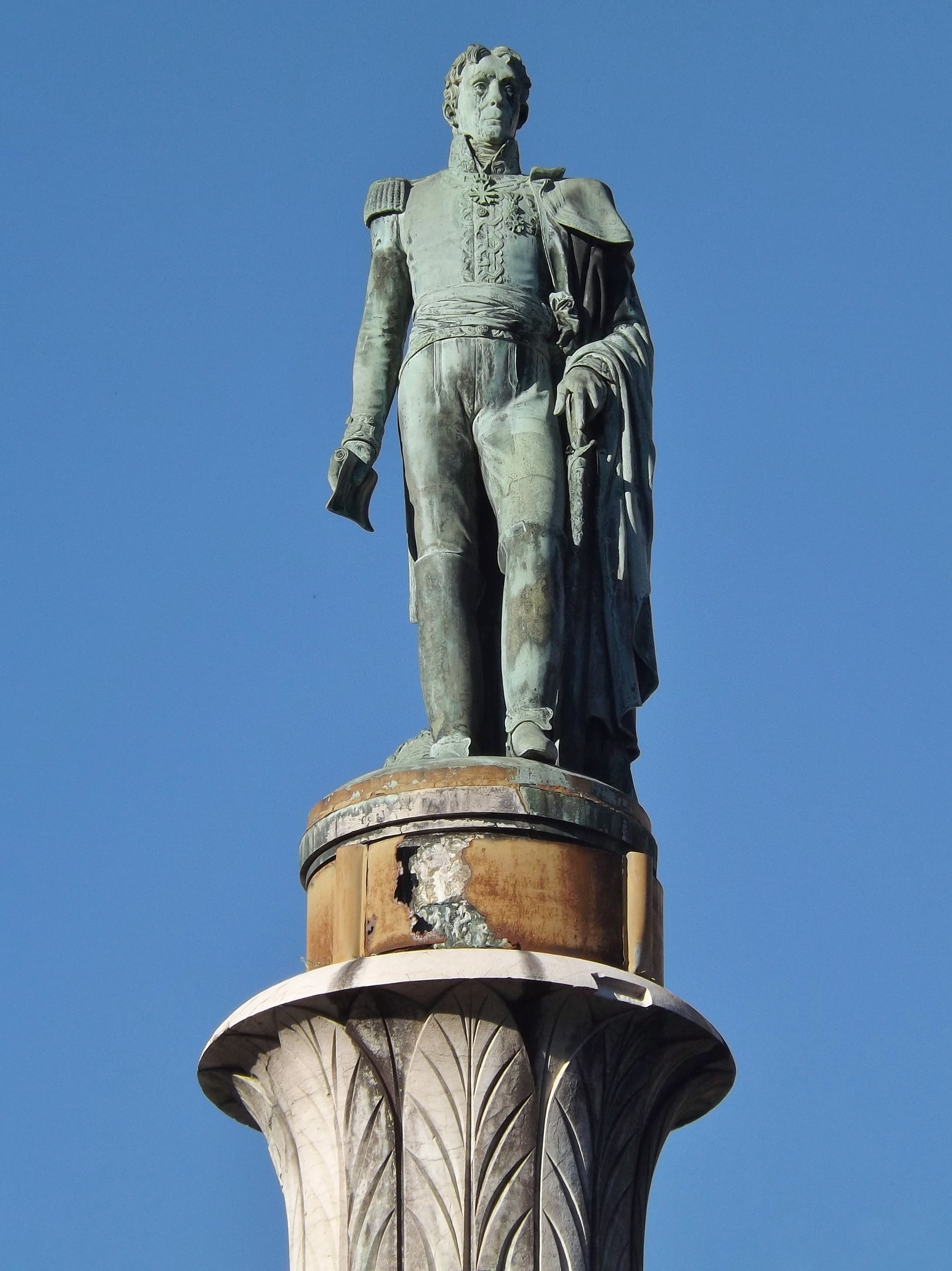
Statue du comte de Boigne avant restauration, après 175 ans au sommet de la fontaine.
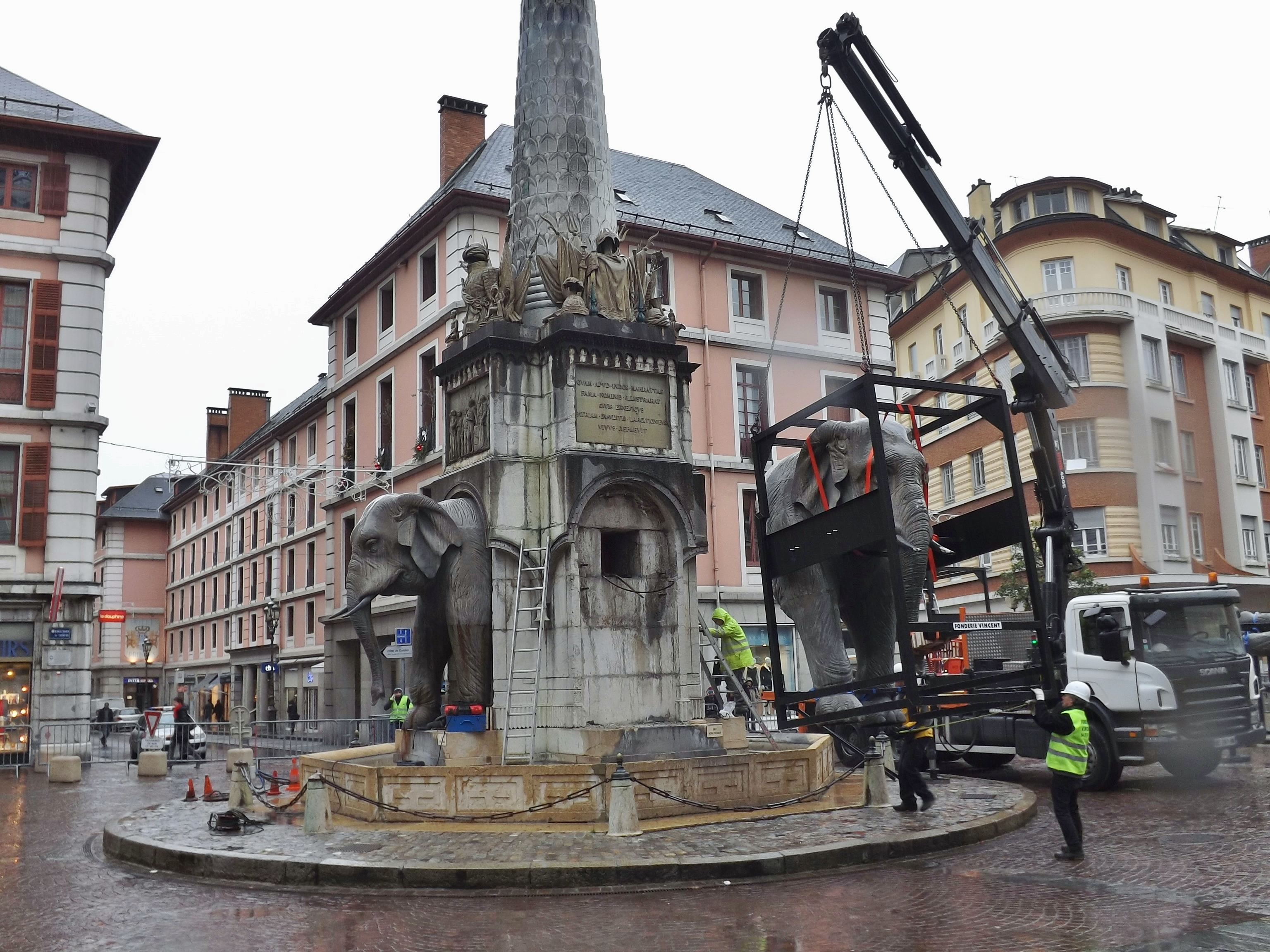
Enlèvement de l’éléphant nord-est.
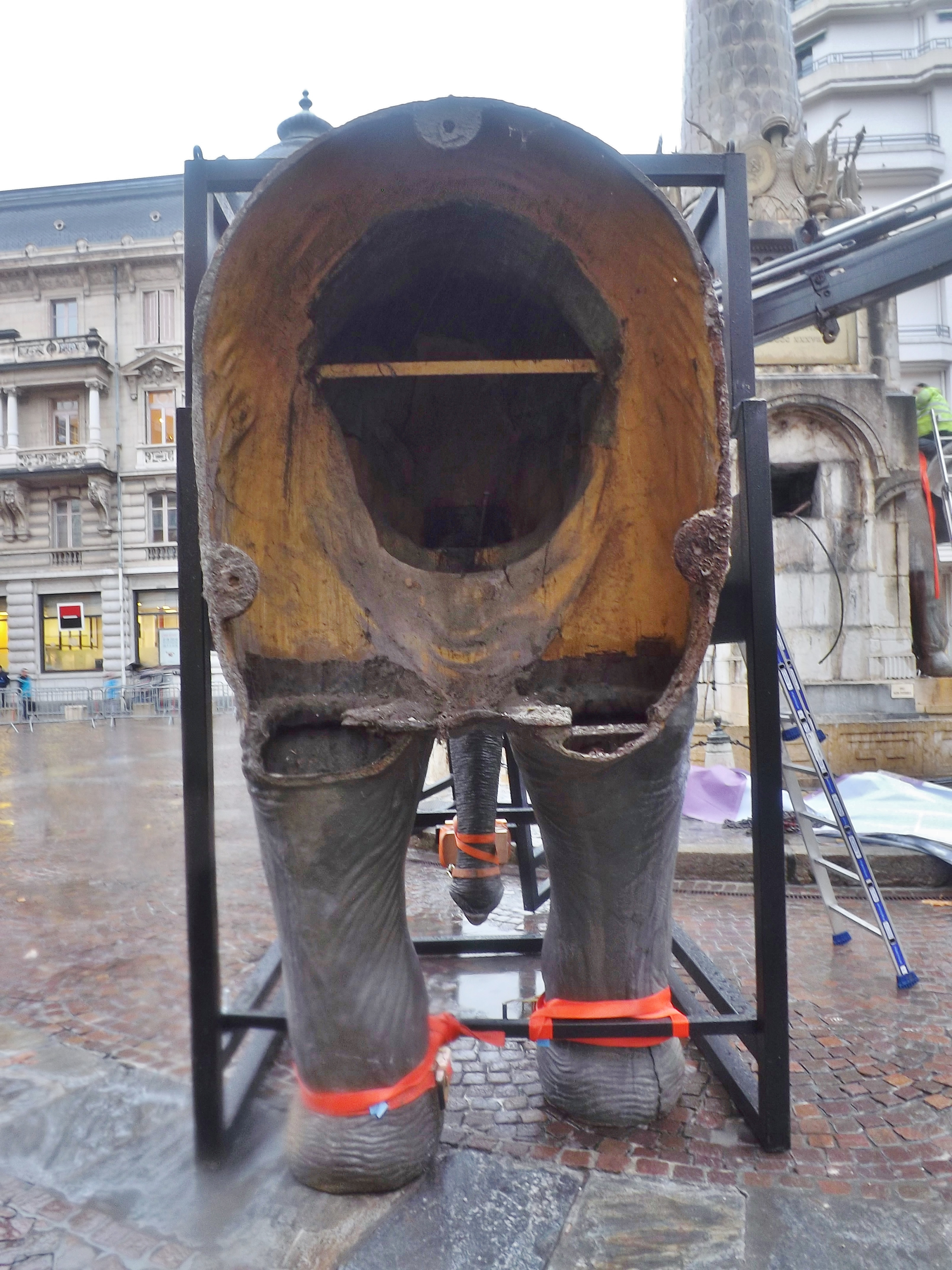
Intérieur de l'éléphant sud-ouest.
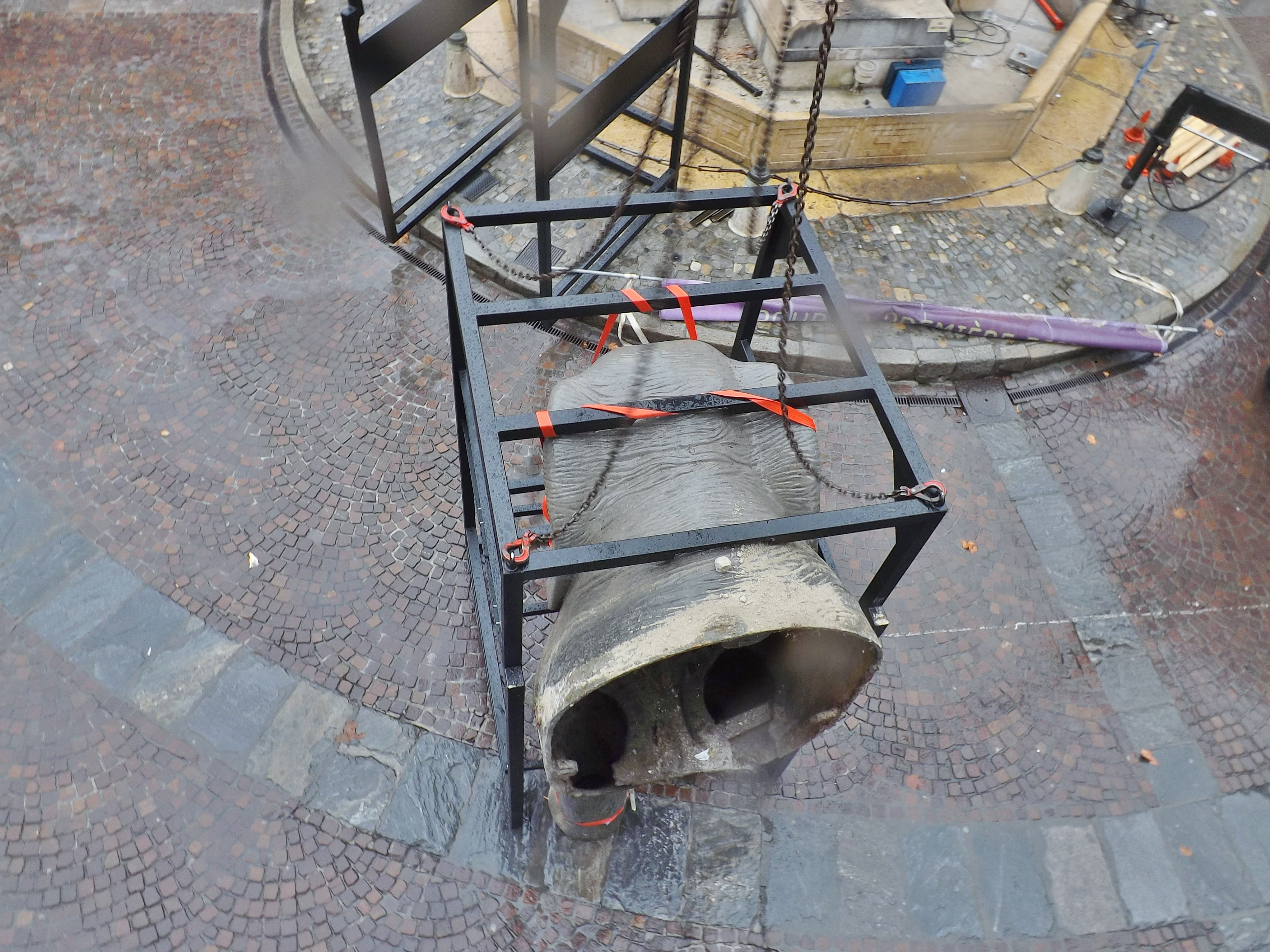
Dos de l'éléphant sud-ouest.
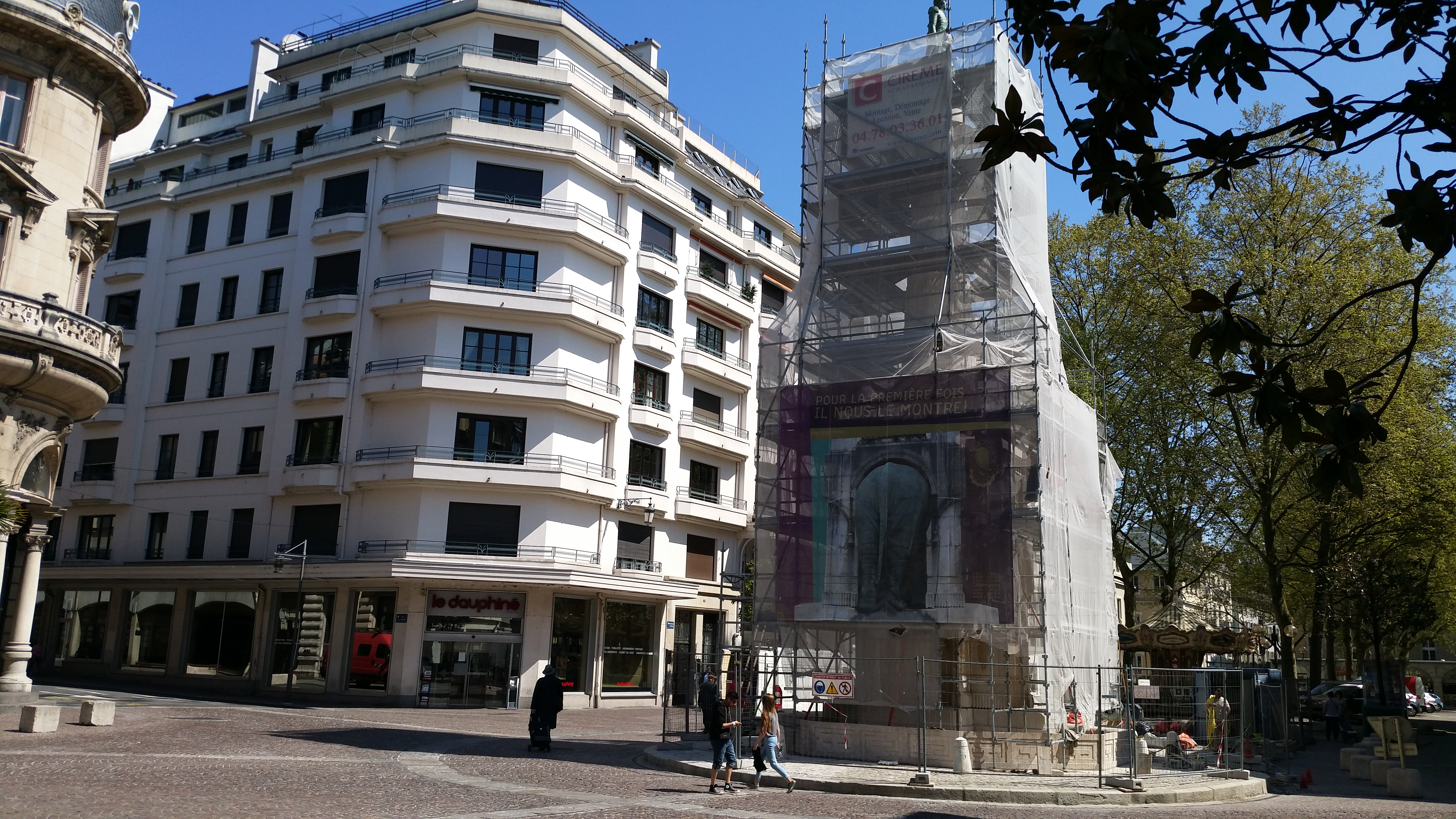
Tenture mentionnant « pour la première fois il nous le montre » sur l'échafaudage.
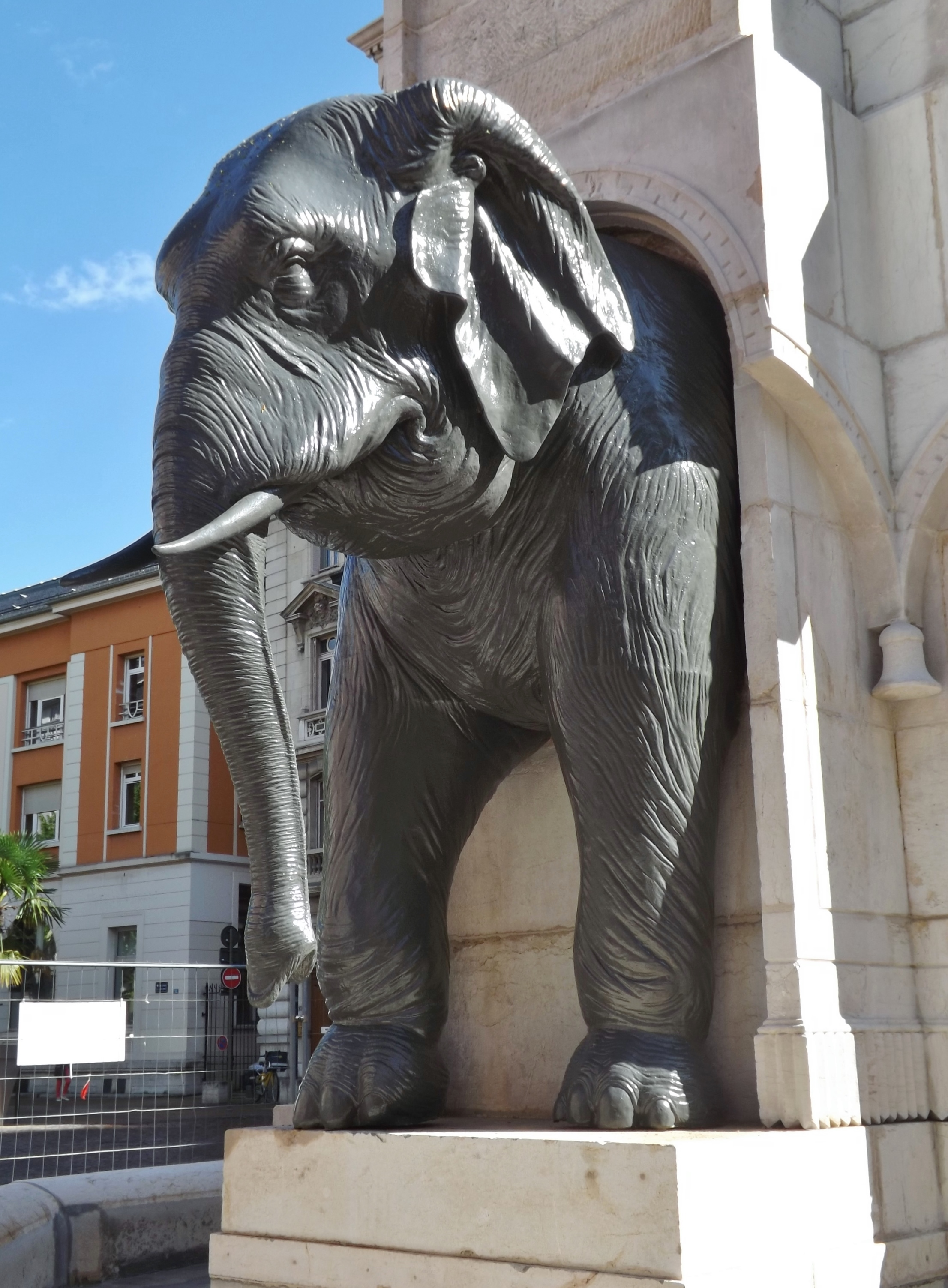
Premier éléphant reposé début mai face à la rue de Boigne.
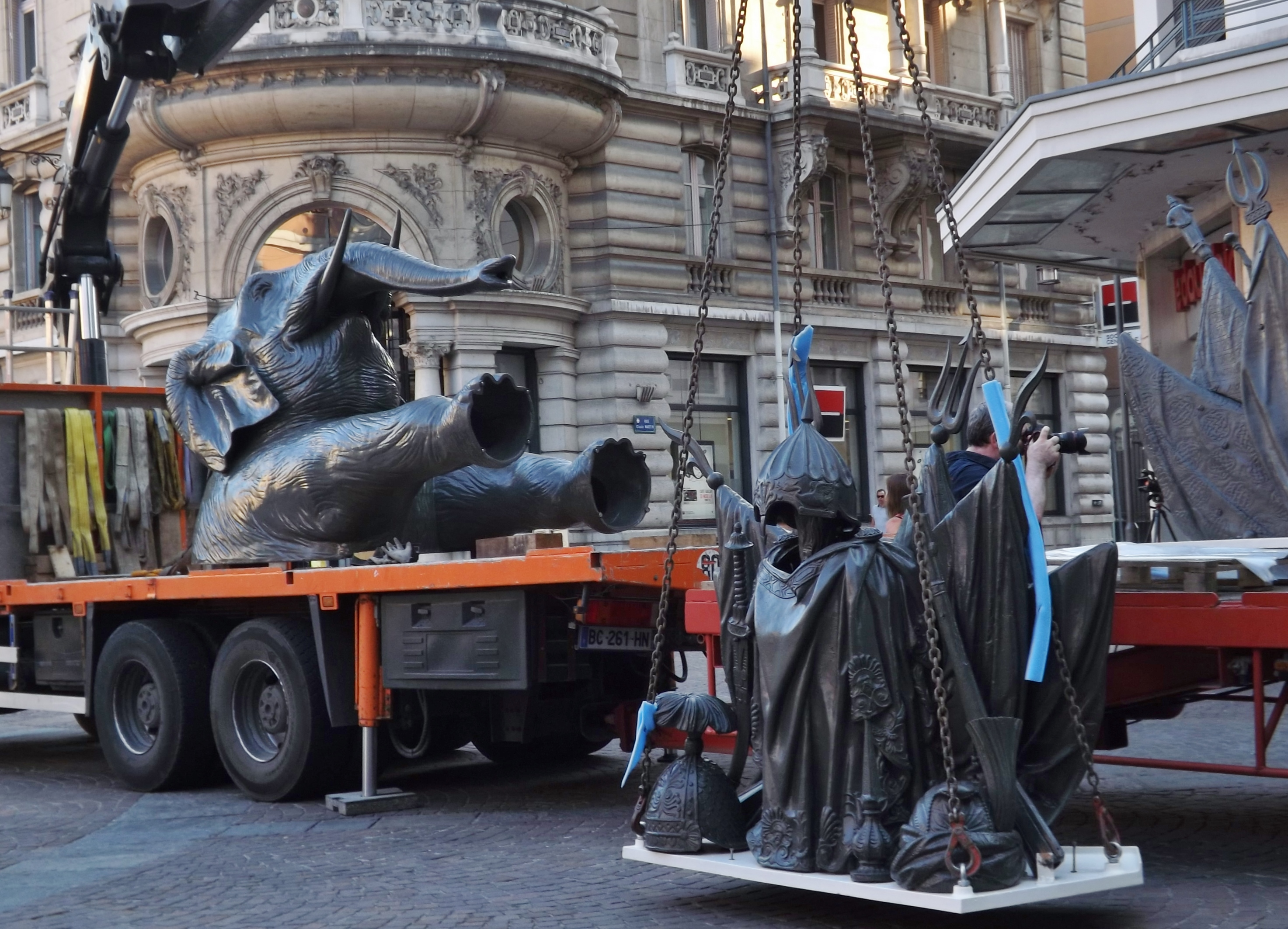
Repose du dernier éléphant et des trophées.
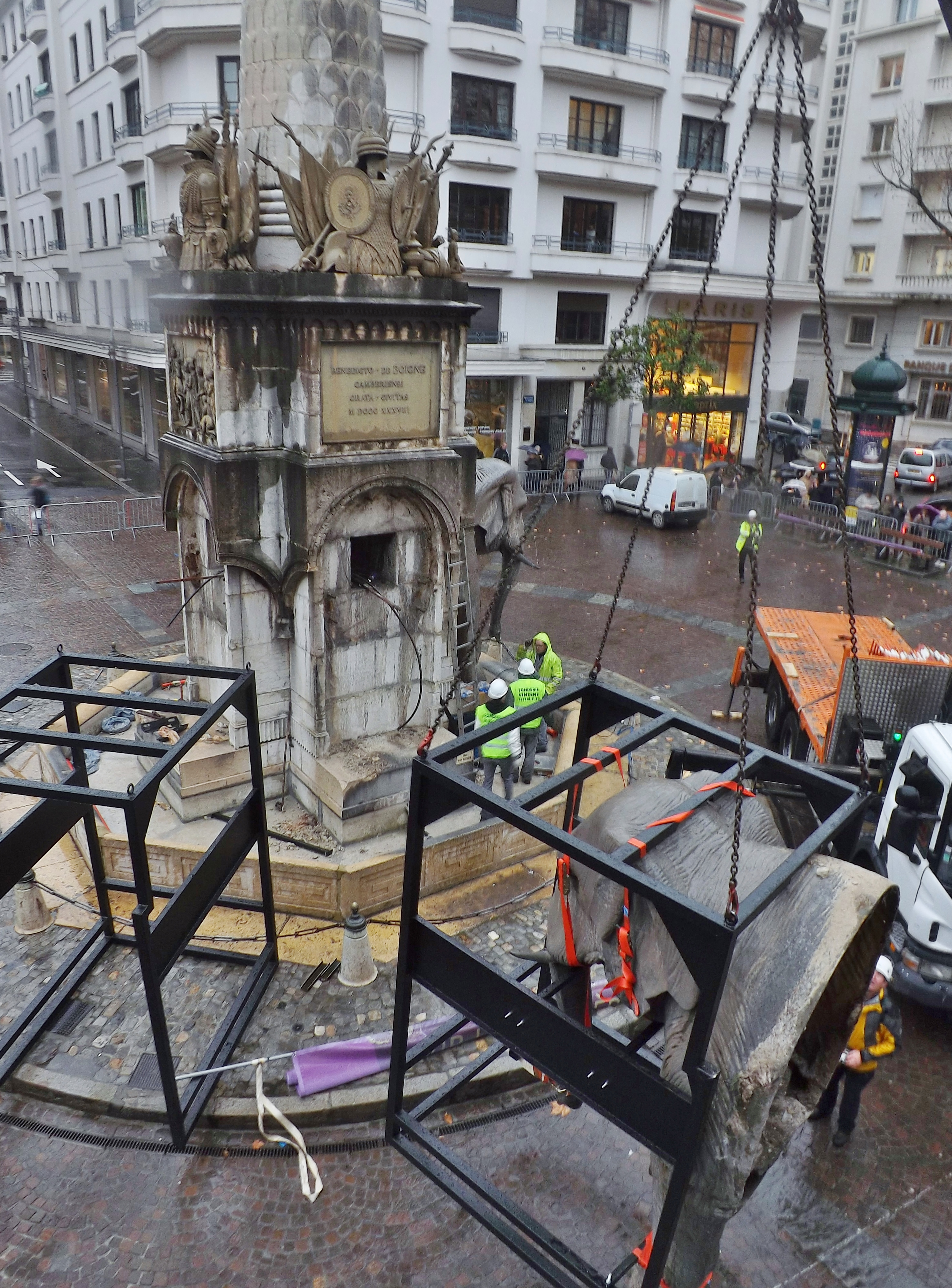
L'éléphant faisant face à la rue de Boigne est le troisième à être désolidarisé de la fontaine, le 17 décembre 2014.

## Hommages
- Le Chambéry Savoie Football a changé son blason en 2015 pour mettre la tête d’un éléphant en représentation à cette fontaine.
- Un club français de hockey sur glace a pris pour nom les Éléphants de Chambéry rappelant ainsi leur attachement pour cet emblème de la ville. Le symbole des éléphants[11] est adopté depuis la saison 1991-1992.
- Le stade olympique chambérien rugby est une section du club omnisports le Stade Olympique Chambérien. Les joueurs de cette équipe ont pour surnom les éléphants. De plus leur blason représente une tête d'éléphant tenant avec sa trompe un ballon de rugby.
- Lors d'un concours organisé par le guide touristique Henoo en 2023, la fontaine a été élue la plus belle fontaine de France[12].

## Galerie

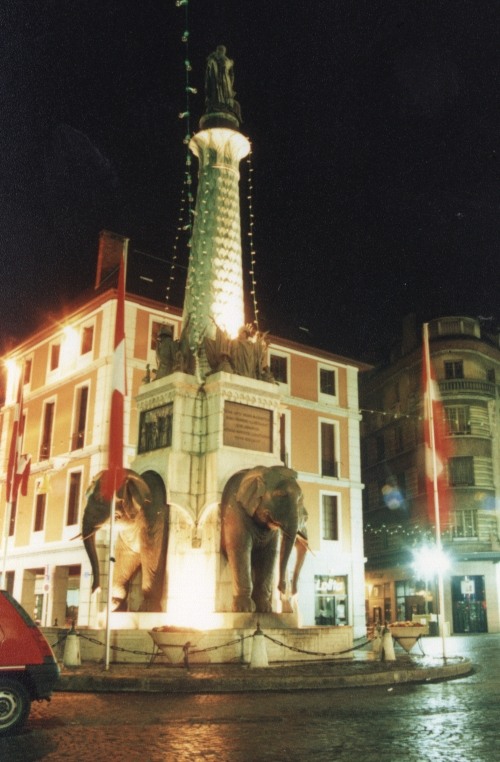
La fontaine des éléphants, éclairage nocturne.
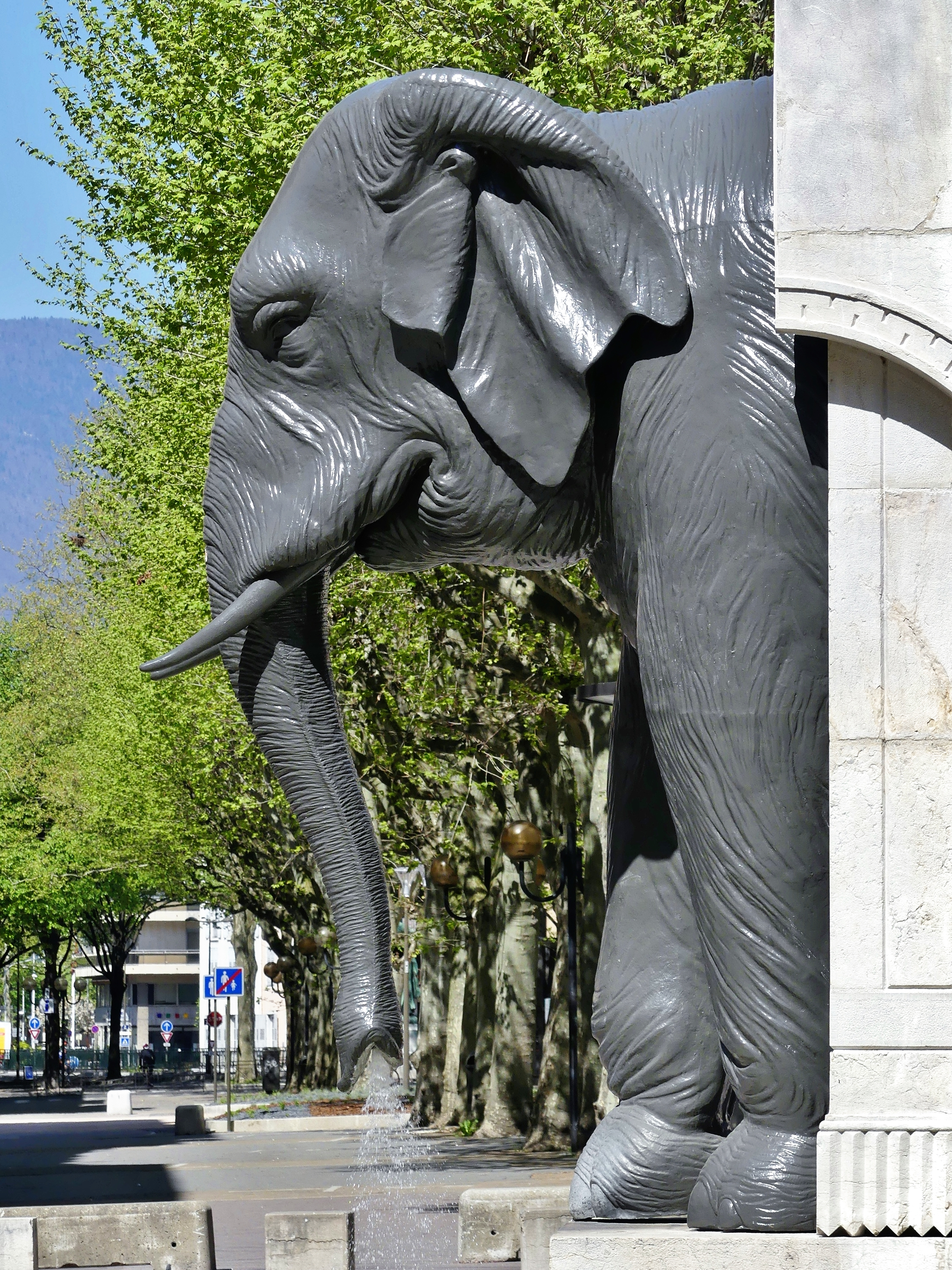
Profil d'un des éléphants.
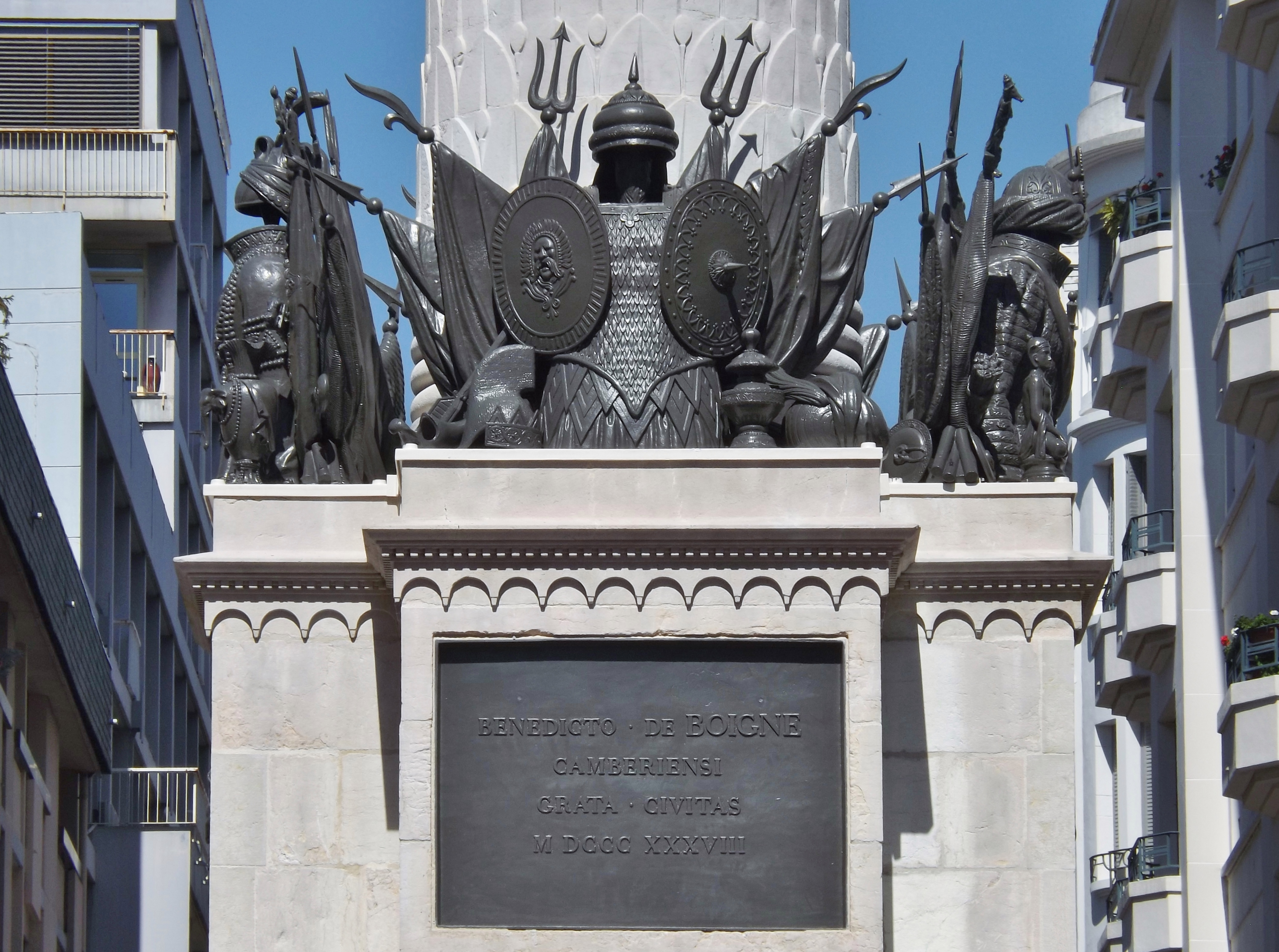
Plaque et trophées sur la fontaine.
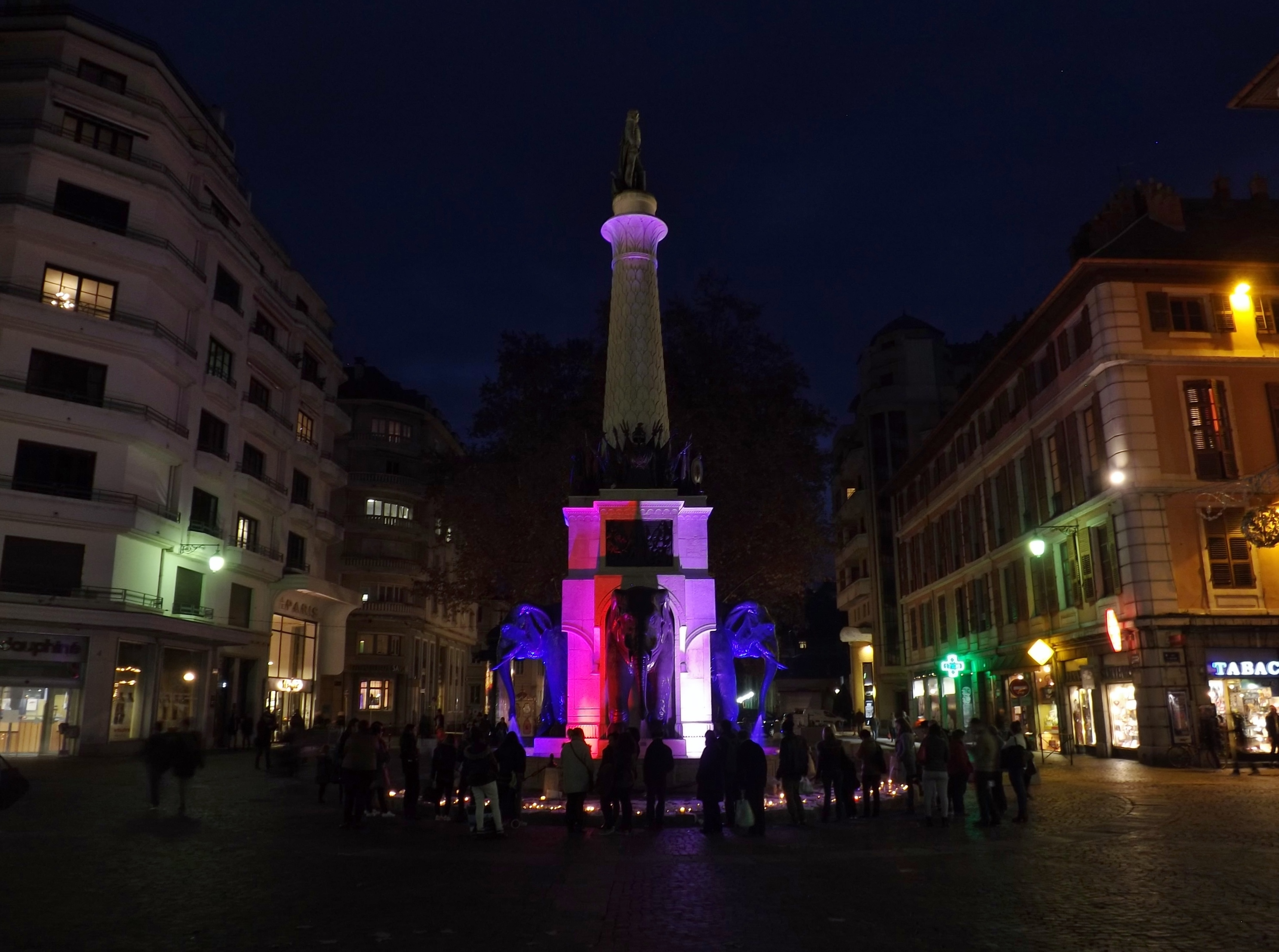
La fontaine des éléphants illuminée après les attentats du 13 novembre 2015 en France.